# علم الاحياء في الخيال
علم الاحياء في الخيال

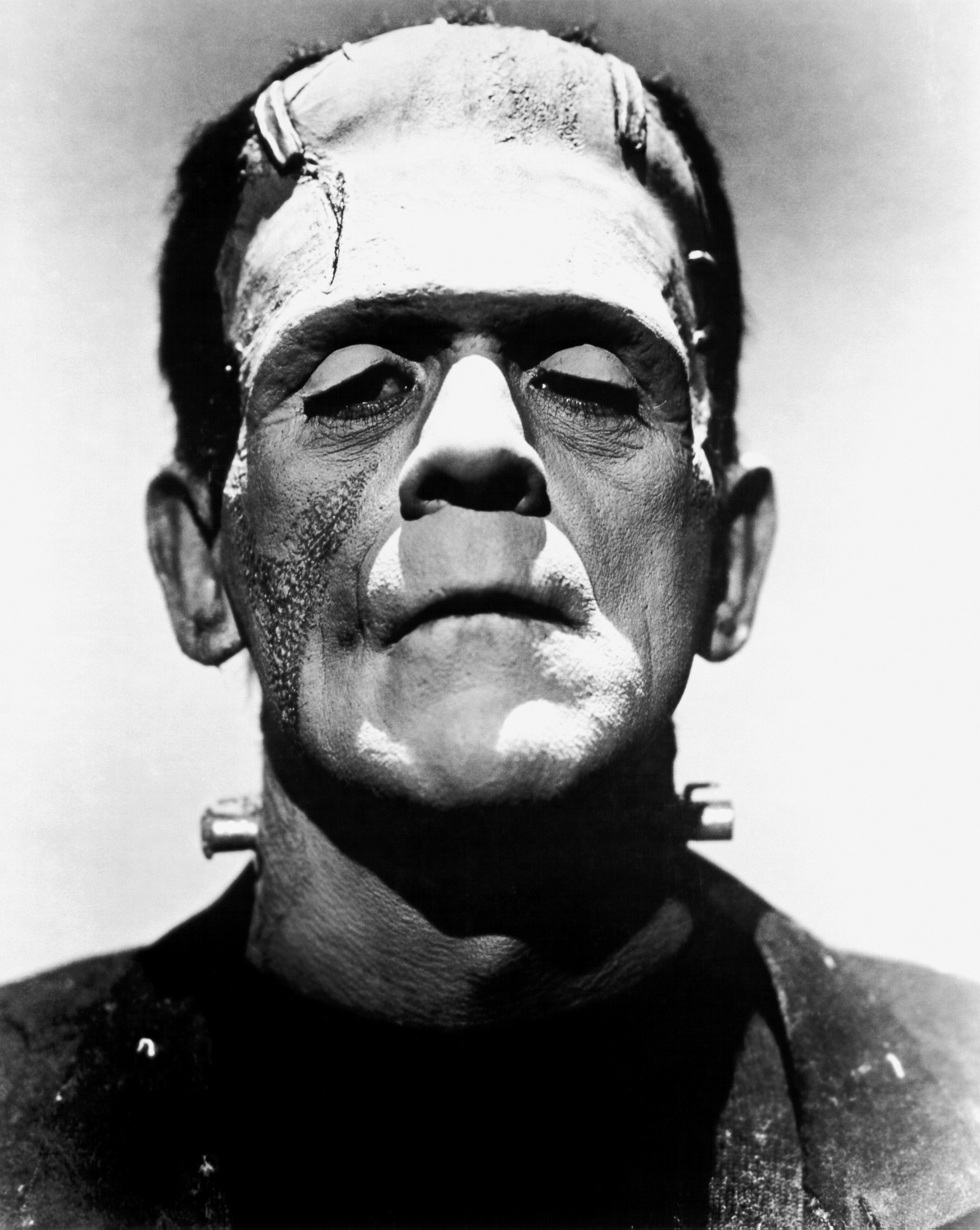
بوريس كارلوف في فيلم جيمس وايل فرانكشتاين لعام 1931، استنادا إلى رواية ماري شيللي لعام 1818. يتم إنشاء الوحش بعد تجربة البيولوجيا غير التقليدية.

علم الاحياء يظهر في الخيال، وخاصه ولكن ليس فقط في الخيال العلمي، سواء في شكل الجوانب الحقيقية للعلم، وتستخدم كمواضيع أو أدوات المؤامرة، وعلي شكل عناصر خياليه، سواء ملحقات خياليه أو تطبيقات النظرية البيولوجية، أو من خلال اختراع الكائنات الحية الخيالية. وتشمل الجوانب الرئيسية لعلم الاحياء الموجود في الخيال التطور، والمرض، وعلم الوراثة، والفيزيولوجيا، والتطفل والتكافل (الإقطاع)، وعلم الجينات، والإيكولوجيا.
تطور المضاربة تمكن الكتاب مع المهارة الكافية لخلق ما الناقد هيلين n. باركر يدعو الأمثال البيولوجية، وتسليط الاضاءه علي حاله الإنسان من وجهه نظر الغريبة. الحيوانية الغريبة الخيالية والنباتات، وخاصه الانسانيه، وكثيرا ما تم إنشاؤها ببساطه لتوفير مسليه وحوش. وقد جادل علماء الزهور مثل سام ليفين انه، مدفوعا بالانتقاء الطبيعي علي الكواكب الأخرى، قد يميل الأجانب في الواقع إلى تشبه البشر إلى حد ما.
وتشمل المواضيع الرئيسية للرواية العلمية رسائل التفاؤل أو التشاؤم؛ وقد لاحظت هيلين ن. باركر ان التشاؤم في الخيال البيولوجي هو النظرة السائدة إلى حد بعيد. وقد استكشفت الأعمال المبكرة مثل روايات h. g. Wells النتائج القاتمة للتطور الدارويني والمنافسة القاسية والجانب المظلم من الطبيعة البشرية. وكان الدوس هوكسلي شجاع العالم الجديد بالمثل قاتمه حول اثار الهندسة الوراثية.
البيولوجيا الخيالية، أيضا، مكنت المؤلفين الخيال العلمي الرئيسية مثل ستانلي وينبوم، إسحاق اسيموف، جون برونر، واورسولا لو غان لخلق ما يسمي باركر الأمثال البيولوجية، مع تصوير مقنعه من العوالم الغريبة قادره علي دعم القياسات العميقة مع الأرض والانسانيه.

## جوانب البيولوجيا
وتشمل جوانب البيولوجيا الموجودة في الخيال التطور والمرض والإيكولوجيا وعلم الوراثة والجينات وعلم وظائف العيون والتطفل والمحسوبية (التكافل)
وقد كان التطور، بما في ذلك تطور المضاربة، موضوعا هاما في الخيال منذ أواخر القرن التاسع عشر. هو بدا، مهما، قبل شارلز [دروين] وقت، ويعكس تقدميه و [لاماركنيست] منظرات (بما ان في [كميل] [فلماريون] 1887 تجويف) [اس ول س] داروين. التطور الدارويني منتشر في الأدب، سواء اتخذ بتفاؤل من حيث كيف يمكن للانسانيه ان تتطور نحو الكمال، أو تشاؤما من حيث العواقب الوخيمة للتفاعل بين الطبيعة البشرية والنضال من أجل البقاء. وتشمل المواضيع الأخرى الاستعاضة عن البشرية، اما عن طريق أنواع أخرى أو عن طريق آلات الذكية.

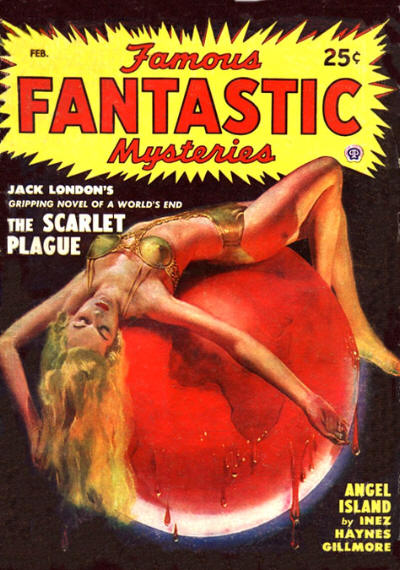
جاك لندن 1912 الطاعون القرمزي (طبع في 1949) يحدث بعد وباء لا يمكن السيطرة عليها

الامراض، سواء الحقيقية والخيالية، تلعب دورا هاما في كل من الخيال الأدبي والعلمي، وبعض مثل مرض هنتنغتون والسل التي تظهر في العديد من الكتب والأفلام. الاوبئه التي تهدد جميع الحياة البشرية، مثل سلاله اندروميدا، هي من بين العديد من الامراض الخيالية الموصوفة في الأدب والفيلم. الخيال العلمي ياخذ مصلحه، أيضا، في التقدم يتصور في الطب. ويشير الاقتصادي إلى ان وفره من الخيال المروع تصف  «الاباده القريبة أو الانقراض الكلي للجنس البشري» بالتهديدات بما في ذلك الفيروسات المميتة يرتفع عندما العام  «الخوف وعدم الارتياح», كما يقاس من ساعة القيامة، زيادة.
كان السل مرضا شائعا في القرن التاسع عشر. في أدب روسية، ظهر هو في عده أعمال كبريات. وقد استخدمت الرواية التي كانت موضوع العدمية الاستهلاكية مرارا، مع كاترينا ايفانوفنا في الجريمة والعقاب؛ [كيرلوف] في ال يملك، وعلي حد سواء [اببولب] و [مري] في الحمقاء. فعل turgenev نفس الشيء مع بازاروف في الأب والأبناء. في الأدب الإنجليزي من العصر الفيكتوري، وتشمل روايات السل الرئيسية تشارلز ديكنز 1848 Dombey والابن، وإليزابيث Gaskell في 1855 الشمال والجنوب، والسيدة همفري Ward في 1900 اليانور.
جوانب علم الوراثة بما في ذلك الطفرة أو التهجين، والاستنساخ (كما في العالم الجديد الشجاع)، والهندسة الوراثية، وعلم النسل وقد ظهرت في الخيال منذ القرن التاسع عشر. علم الوراثة هو العلوم الشباب، بعد ان بدات في 1900 مع أعاده اكتشاف غريغور Mendel الدراسة علي وراثة الصفات في النباتات البازلاء. خلال القرن العشرين تطورت لخلق العلوم والتكنولوجيات الجديدة بما في ذلك البيولوجيا الجزيئية، وتسلسل الحمض النووي، والاستنساخ، والهندسة الوراثية. تم جلب الآثار الاخلاقيه لتعديل البشر (وجميع أحفادهم) إلى التركيز مع حركه النسل. ومنذ ذلك الحين، استخدمت العديد من روايات الخيال العلمي والأفلام جوانب من علم الوراثة كاجهزه المؤامرة، وغالبا ما تاخذ واحده من اثنين من الطرق: حادث وراثي مع عواقب وخيمه. أو جدوى واستصواب التغيير الوراثي المخطط له. وكانت معالجه العلم في هذه القصص متفاوتة وغير واقعيه في كثير من الأحيان. لم الفيلم 1997 Gattaca محاولة لتصوير العلم بدقه ولكن كان cri
عدم وجود فهم علمي لعلم الوراثة في القرن 19 لم يمنع أعمال الخيال العلمي مثل 1818 ماري شيلي رواية فرانكشتاين و h. g. ويلز 1896 جزيرة الدكتور مورو من استكشاف مواضيع التجربة البيولوجية، والطفرة، والتهجين، مع عواقبها الكارثية، وطرح اسئله خطيره حول طبيعة الانسانيه والمسؤولية عن السليل

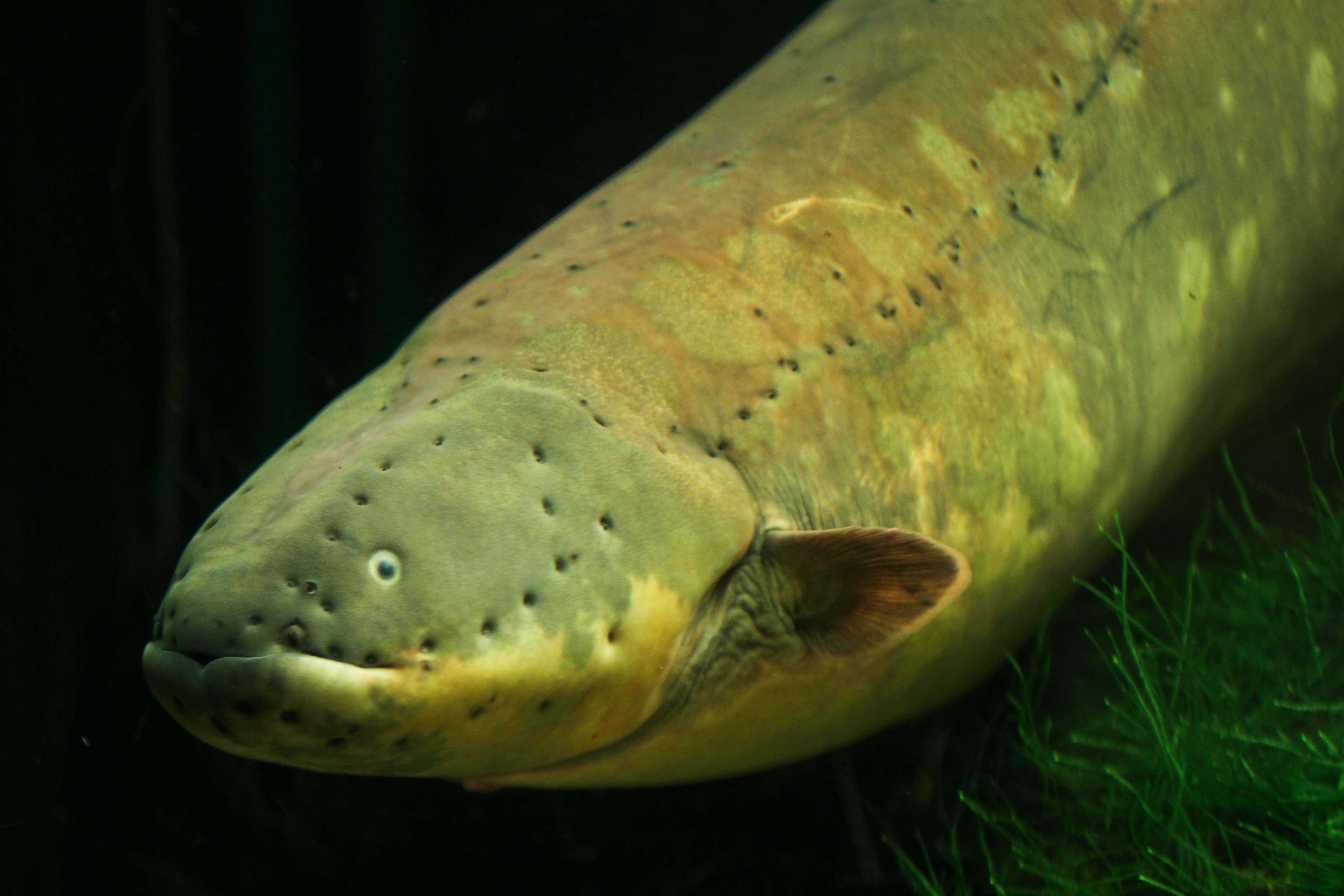
ثعبان البحرh الكهربائ ، الاكتروفور الكهربئي ، ويخلق مجالات كهربائيه قويه مع العضلات المعدلة. الحفر علي طول الجسم هي أجهزه الخط الجانبي ، وتستخدم للكشف عن فريسه عن طريق الاستشعار عن التشوات الصغيرة في المجال الكهربائي.

### علم وظائف الأعضاء
مشهد الخلق في فيلم جيمس الحوت 1931 فرانكشتاين يجعل استخدام الكهرباء لجلب الوحش إلى الحياة. واستندت فكره شيلي من أعاده الرسوم المتحركة من خلال الصدمة الكهربائية علي التجارب فسيولوجيا من لويجي Galvani ، الذي لاحظ ان صدمه جعلت الساق من الضفدع الميت نشل. يتم الآن استخدام الصدمة الكهربائية بشكل روتيني في أجهزه ضبط النبض، والحفاظ علي إيقاع القلب، والرجفان، واستعاده إيقاع القلب
القدرة علي إنتاج الكهرباء هي المركزية لرواية الخيال العلمي 2016 نعومي عضو البلدية السلطة. في الكتاب، والمراه تطوير القدرة علي الإفراج عن الصدمات الكهربائية من أصابعهم، قويه بما يكفي لصاعقه أو قتل. الأسماك مثل ثعبان السمك الكهربائية، الاكتروفور الكهرباء، وخلق حقول كهربائيه قويه مع العضلات المعدلة، مكدسه من نهاية إلى نهاية كخلايا في البطارية، والرواية تشير في الواقع مثل هذه الأسماك والكهرباء المتولدة في

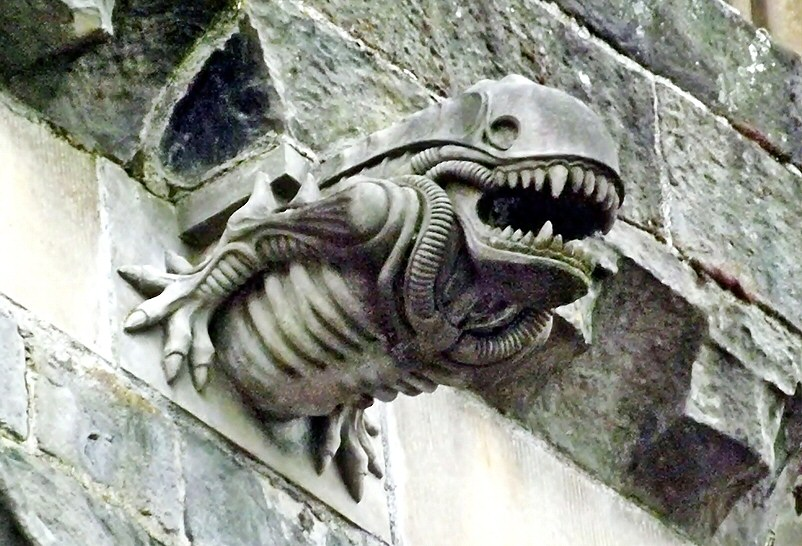
A 1990s مرزاب في بيزلي دير تشبه Xenomorph طفيل من الغريبة

.  تظهر الطفيليات في كثير من الأحيان في الخيال، من العصور القديمة فصاعدا كما راينا في الشخصيات الاسطوريه مثل ليليث الشرب في الدم، مع المزهرة في القرن التاسع عشر. وتشمل هذه الوحوش الغريبة المثيرة للاشمئزاز عمدا في أفلام الخيال العلمي، على الرغم من ان هذه هي في بعض الأحيان اقل  «الرهيبة» من الامثله الحقيقية في الطبيعة. وقد استغل المؤلفون وكاتبو السيناريو إلى حد ما بيولوجيا الطفيليات: أساليب الحياة بما في ذلك الطفيليات، وتغيير السلوك الطفيلي، والطفيلي الحضنة، والمخصية الطفيلية، والعديد من اشكال مصاصي الدماء موجودة في الكتب والأفلام. بعض الطفيليات الخيالية، مثل الطفيلي القاتل Xenomمورفين في الغريبة، أصبحت معروفه جيدا في حقها.وحوش مرعبه مغريه بوضوح: الكاتب مات كابلان يلاحظ انها تحفز علامات الإجهاد بما في ذلك معدل ضربات القلب والتعرق، ولكن الناس لا تزال الانغماس في مثل هذه الأعمال. كابلان يقارن هذا إلى  "masochism " من تروق الاطعمه حار جدا حار، التي تحفز الفم الحروق، التعرق، والدموع. الطبيب النفساني بول Rozin يوحي بان هناك متعه في رؤية الجسم المرء الخاصة تتفاعل كما لو ان الإجهاد مع العلم انه لن يؤدي إلى ضرر حقيقي.

### تكافل
يالتعايش (الإقطاع) يظهر في الخيال، وخاصه الخيال العلمي، كاداه مؤامرة. وهو يميز من التطفل في الخيال، وهو موضوع مماثل، من خلال المنفعة المتبادلة للكائنات الحية المعنية، في حين يلحق الطفيلي ضررا علي مضيفه. وغالبا ما يمنح المتكافلون الخياليون سلطات خاصه علي مضيفيهم. بعد الحرب العالمية الثانية، انتقل الخيال العلمي نحو المزيد من العلاقات الاخلاقيه، كما هو الأمر في تيد وايت في 1970 بواسطة Furies تمتلك، والتي ينظر الأجانب بشكل إيجابي. في التهديد الوهمي، يقول كوي غون جن اشكال الحياة المجهرية المسمية «ميدي تشيوريين»، داخل جميع الخلايا الحية، والسماح للشخصيات بما يكفي من هؤلاء المتكافلين في زنزاناتهم ليشعروا ويستخدموا القوه.

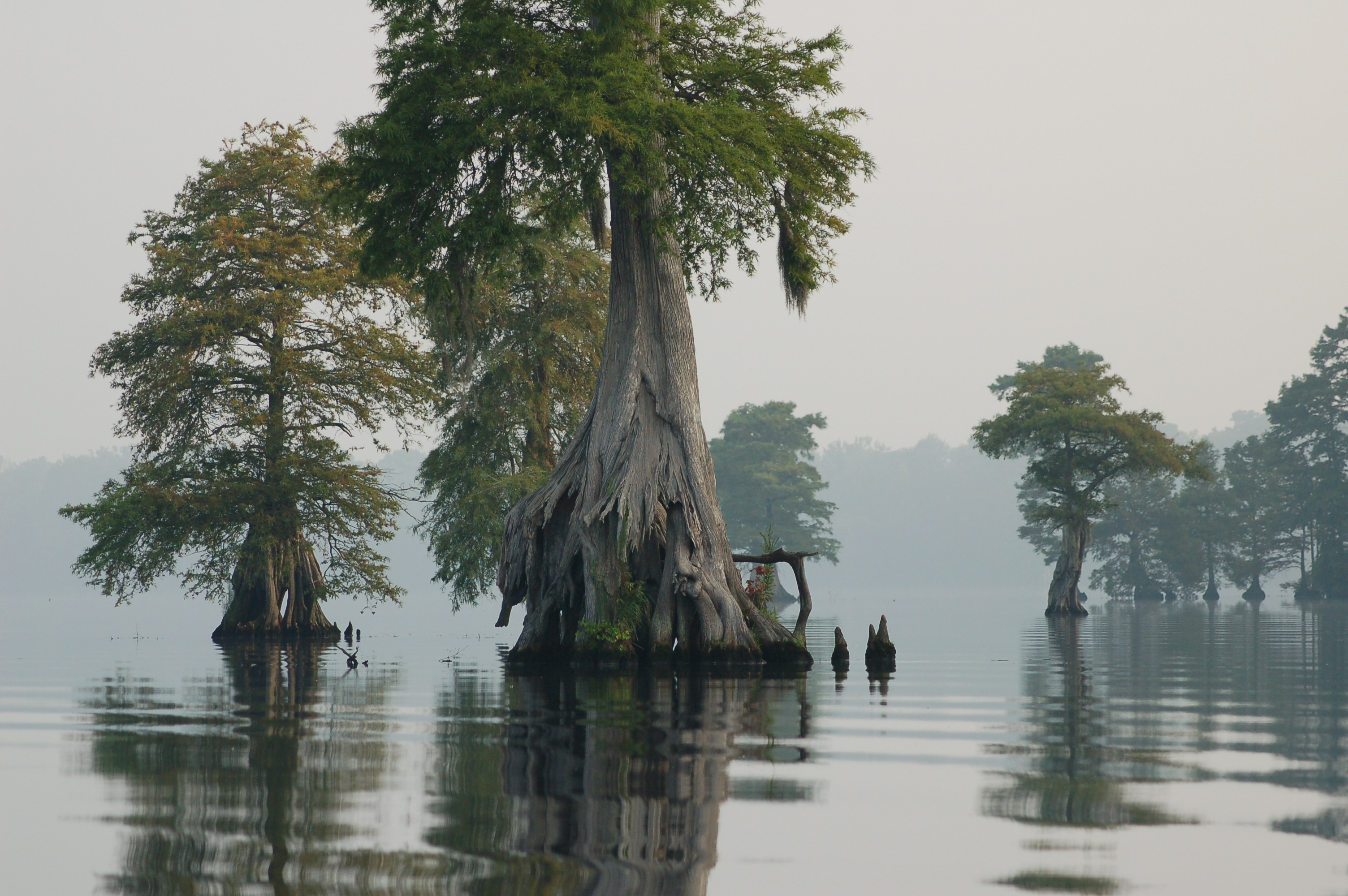
رواية ديليا اوينز 2018 حيث يتم تعيين الجراد الغناء في مستنقع نورث كارولينا, حيث "فتاه الأهوار " بطل الرواية يقارن أصدقائها الضال إلى "الملاعين متستر " انها تقرا عن في ايثولوجي.

علم السلوك، دراسة السلوك الحيواني، يظهر في رواية عالم الحياة البرية ديليا اوينز 2018 حيث يغني الجراد. بطل الرواية، كيا، متروك من قبل والديها في سن السادسة، وينمو وحده في مستنقع نورث كارولينا، وتعلم التمويه وكيفيه مطارده من الكائنات هناك. سكان البلدة المحلية يسمونها  «فتاه الأهوار». وقالت انها تقرا عن ايثولوجي بما في ذلك مقال بعنوان  «الملاعين متستر»، وذلك باستخدام معرفتها للتنقل الحيل والطقوس التي يرجع تاريخها من الأولاد المحليين؛ وانها تقارن نفسها إلى اليراع الإناث، الذي يستخدم لها مشفره وامض اشاره الضوء لإغراء الذكور من الأنواع الأخرى إلى وفاته، أو الإناث mantis ، الذي يبدا في أكل راس زميلتها والصدر في حين ان بطنه لا يزال التزاوج معها.  «الحشرات الانثويه، فكر كيا، تعرف كيف تتعامل مع عشاقها.»

### علم البيئة
علم البيئة، ودراسة العلاقات بين الكائنات الحية وبيئتها، ويظهر في الخيال في روايات مثل الكثبان الرملية فرانك هربرت 1965، كيم ستانلي روبنسون 1992 المريخ الأحمر، ومارغريت Atwood 2013 ماد ادام. جلبت الكثيب مرحله مركز الإيكولوجيا، مع كوكب كامل تكافح مع بيئتها. وشملت اشكال الحياة الخاصة به الديدان الرملية العملاقة التي المياه القاتلة والتي تشبه الفار الحيوانية القادرة علي البقاء علي الأرض في ظروف الصحراء الكوكب. كان الكتاب مؤثرا علي الحركة البيئية في ذلك الوقت.
في سبعينيات القرن العشرين، حفز تأثير النشاط البشري على البيئة نوعًا جديدًا من الكتابة والإيكولوجيا . له فرعين: قصص عن تأثير الإنسان على الطبيعة. وقصص عن الطبيعة (بدلا من البشر). وهو يشمل الكتب التي كتبت في أنماط من الحداثة إلى الواقعية السحرية، والأنواع من التيار الرئيسي إلى الرومانسية والخيال المضاربة.  A 1978 مختارات من ecofiction يشمل أعمال ال19 وال20 القرن من قبل المؤلفين متنوعة مثل راي برادبري، جون شتاينبك، إدغار ألان بو، دافني دو مورييه، EB الأبيض، كورت فونيغوت الابن، فرانك هربرت، HH مونرو، JG بالارد، واسحاق اسيموف.

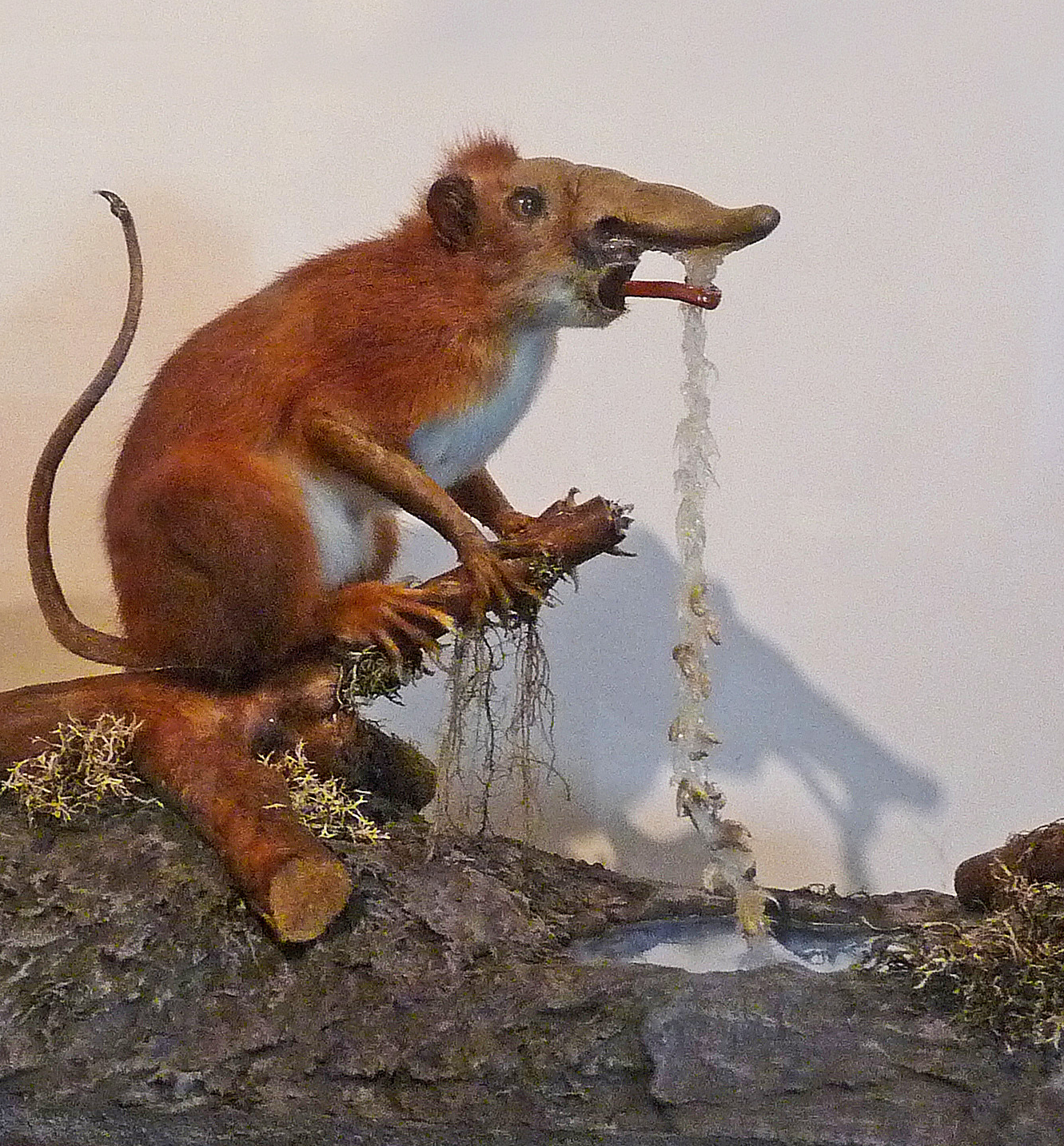
A همية التحنيط عينة من خيالية rhinograde اخترعها عالم الحيوان الألماني جيرولف شتاينر

## المهام

### ا

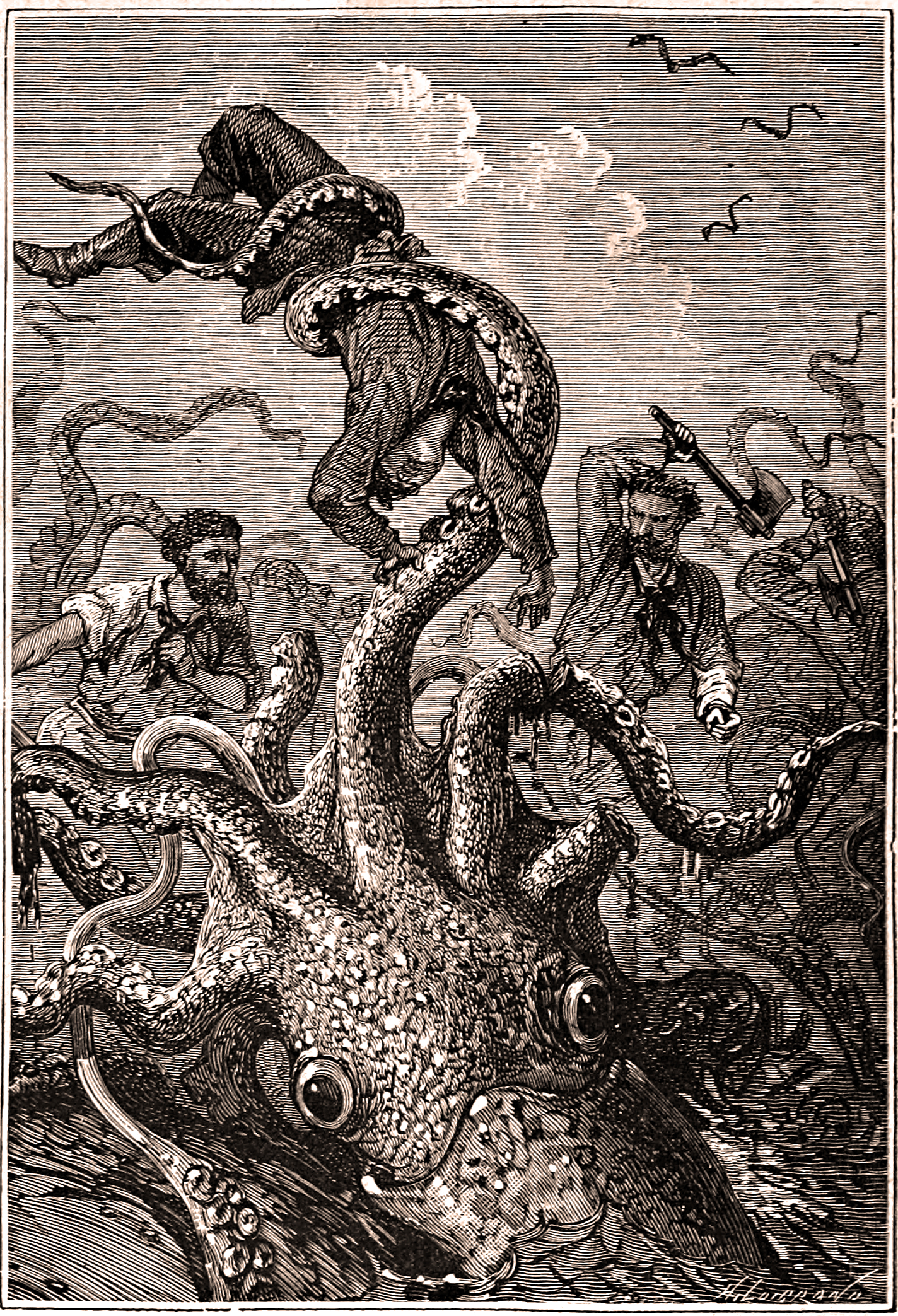
على غرار وحش سيفالوبود في وحش جول فيرن في عشرين ألفًا من الدوريات تحت البحر رسمها ألفونس دي نوفيل ، 1871
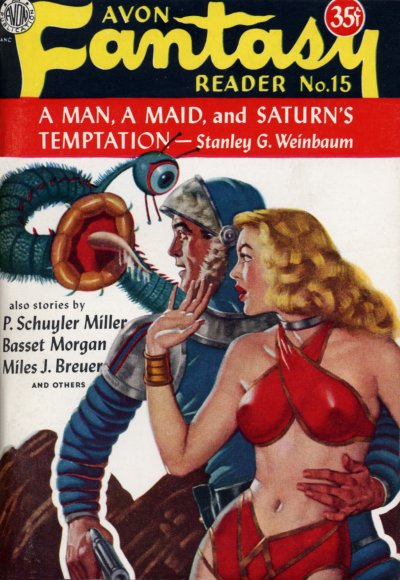
وحش أعور العينين  [لغات أخرى]‏ ، وهو جزء من الخيال العلمي المبكر. يوضح التوضيح قصة ستانلي ج. وينباوم  [لغات أخرى]‏ عام 1951 "رجل ، خادمة ، وإغراء زحل".
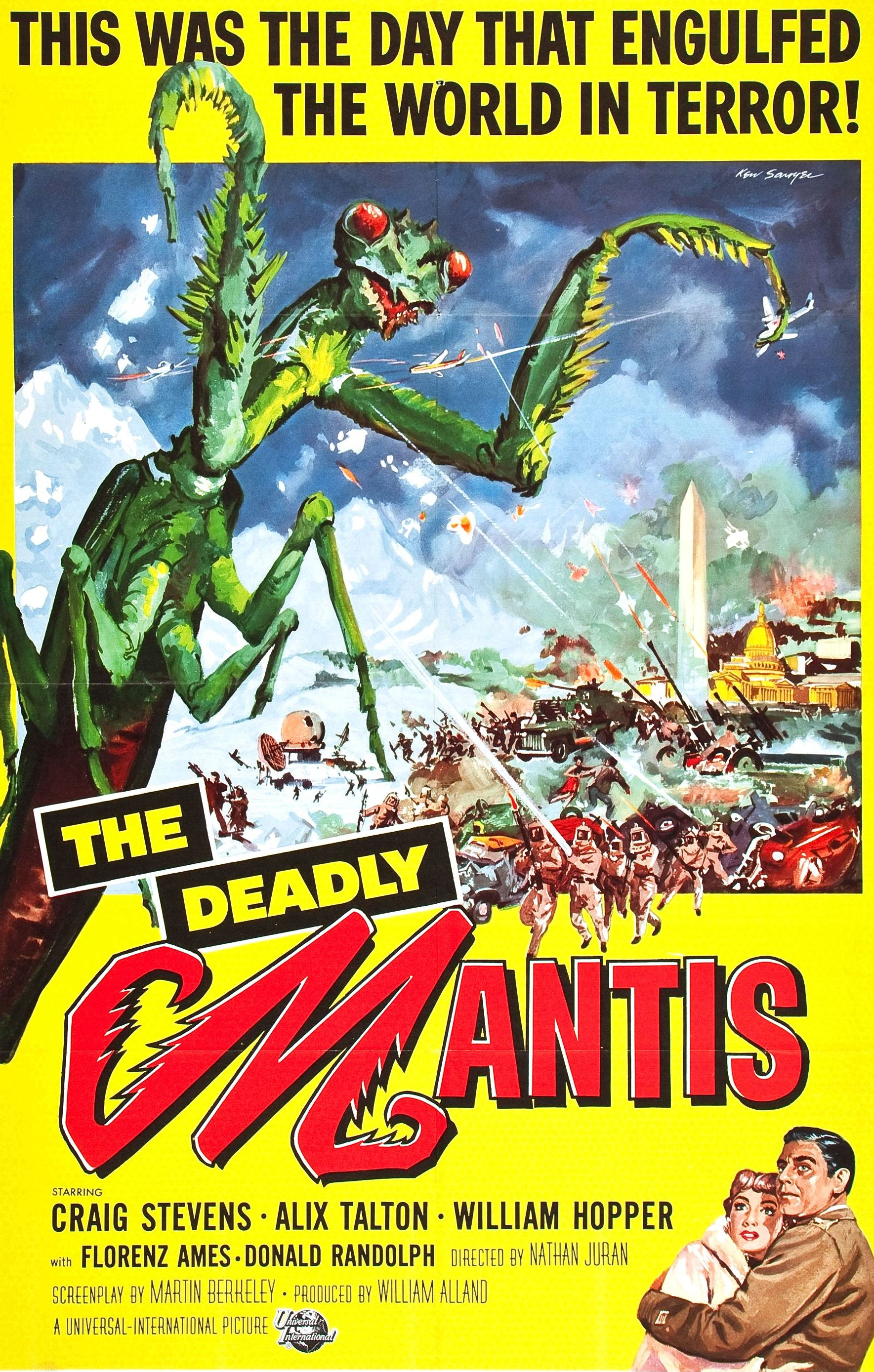
فيلم علة كبيرة  [لغات أخرى]‏ : ملصق رينولد براون  [لغات أخرى]‏ لنانتان جوران عام 1957 مانتيس مانتيز  [لغات أخرى]‏
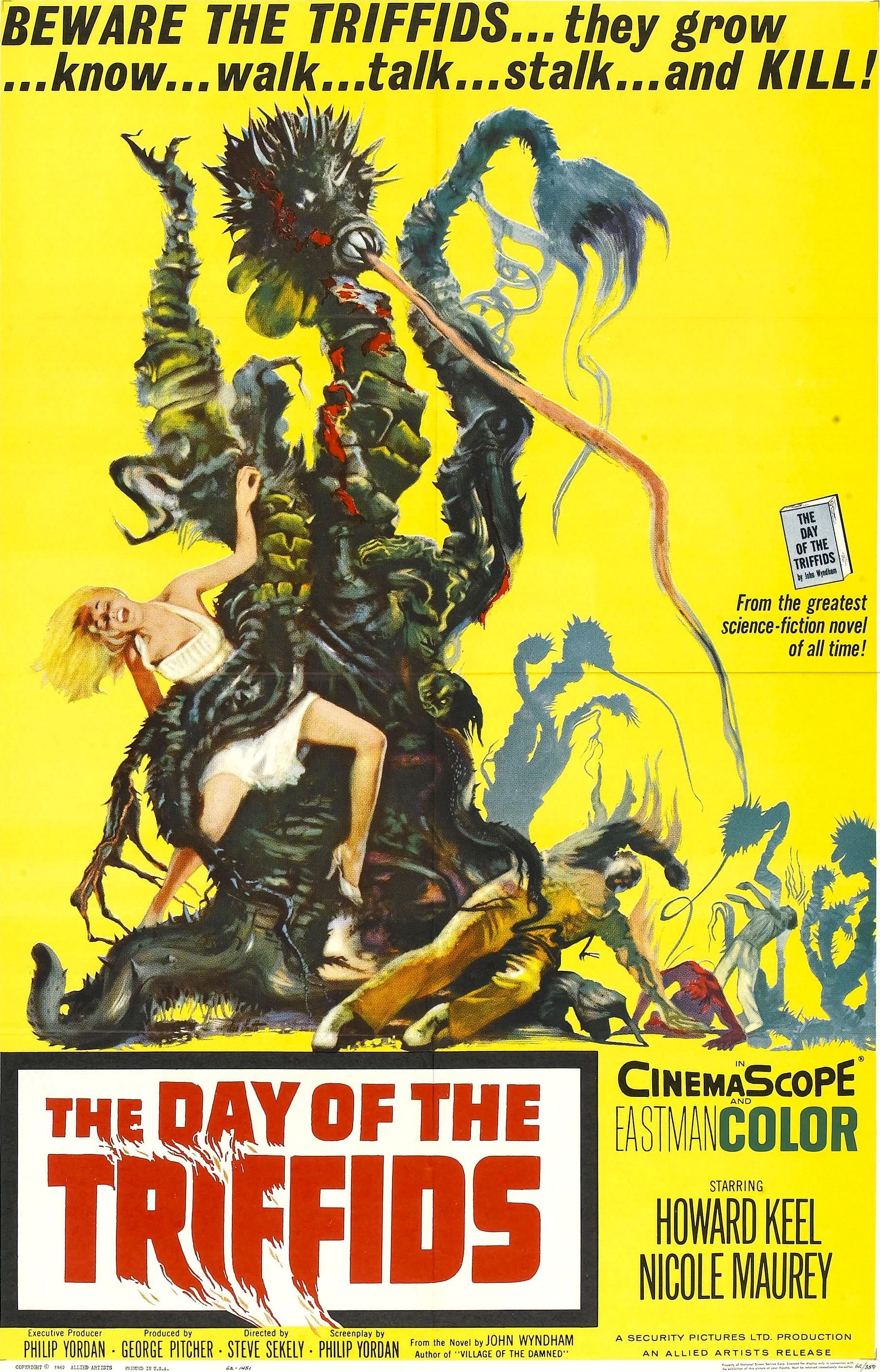
مصنع للأكل  [لغات أخرى]‏ البشري : ملصق لعام 1962 لستيف سيكيلي عن فيلم سينمائي من رواية جون ويندهام لعام 1951 بعنوان The Day of the Triffids

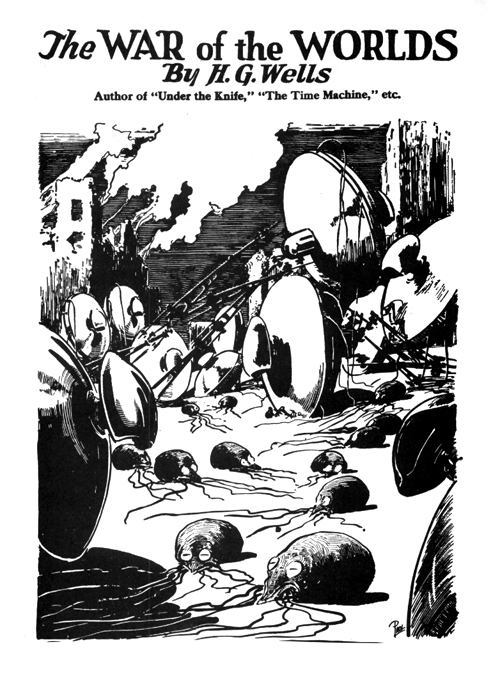
HG Wells 's 1898 The War of the World ضربت ملاحظة متشائمة حول التطور البشري.